# Total War: Pharaoh
Total War: Pharaoh (с англ. — «Тотальная война: Фараон») — компьютерная игра, сочетающая элементы жанров пошаговой стратегии и RTS. Шестнадцатая часть серии Total War, технически основанная на одиннадцатой игре серии — Total War: Warhammer II и четырнадцатой — Total War Saga: Troy. Игра разработана студией Creative Assembly, издателем является компания Sega. Релиз игры состоялся 11 октября 2023 года в Steam. На игру действует возрастное ограничение 16+. 25 июля 2024 года вышел ремастеринг Total War: Pharaoh: Dynasties добавляющий Грециию с Троей и Междуречье.

## Разработка
19 мая 2023 года на официальном сайте серии Total War появился новый раздел с игрой под названием Total War: Pharaoh, который вскоре был удалён. Официальный анонс игры состоялся 23 мая 2023 года. 27 июня 2023 года была зарегистрирована торговая марка Total War: Pharaoh. Релиз игры состоялся 11 октября 2023 года.

## Геймплей
Total War: Pharaoh погрузит игроков в бурные события египетского периода Нового царства, где им предстоит определить судьбу трёх великих культур, борющихся за выживание в условиях катастрофического коллапса Бронзового века.

### Игровые фракции
В Total War: Pharaoh на выбор игрока доступны десять фракций, состоящие из четырёх культур: египетская, которую представляют Рамсес III, Сети II, Таусерт и Аменмес, ханаанская, которую представляют Бай и Ирсу, хеттская — Курунта и Суппилулиума II, и народы моря — Иолай (шерданы) и Валвет (пелесеты).

### Битвы
В Total War: Pharaoh сделан сильный упор на противостояние пеших отрядов, что отражает реалии той эпохи, так как лошади редко использовались в войнах того времени, а те, что были, в основном использовались в колесницах. Фактически морские сражения будут отсутствовать, так как разработчики использовали боевую систему из Total War: Warhammer II — когда два флота сталкиваются на море, они высаживаются на ближайший остров и сражаются там.

#### Нововведения
Впервые в серии всем юнитам добавили возможность теснить вражеские юниты назад, то есть атакующий юнит постепенно шаг за шагом продвигается вперёд, а также организованно отступать под натиском врага, то есть во время боя пятиться назад. С помощью данных механик можно либо вытеснить врага с какой-либо территории, либо втянуть его в глубь своих построений и атаковать как с флангов, так и с тыла.
Была расширена механика пожаров на карте битвы. Если ранее в играх Total War: Attila и Total War: Three Kingdoms пожары в лесах во время битв были некой красивой декорацией, то теперь у юнитов, находящихся рядом с пожаром, снижается боевой дух, а в случае, если юнит непосредственно находится в зоне пожара, то несёт потери.
На карты битв была добавлена динамическая погода, которая отличается от прошлых игр тем, что бой может начаться в солнечную погоду, а закончиться в грозу, что в течение битвы может повлиять на её исход, так как в этом случае изначально занятые игроком позиции могут стать невыгодными из-за появившейся на поле боя грязи и луж.
В случае появления на карте битвы пыльной бури, она будет наносить урон юнитам, а в случае проведения боя под ливнем или дождём доспехи юнитов будут постепенно покрываться пылью и грязью.

### Экономика
Фактически Total War: Pharaoh полностью копирует экономическую систему игры Total War Saga: Troy, которая отображает реалии Бронзового века и представляет собой бартерную систему. Основными ресурсами каждой из фракций будут еда, дерево, камень, бронза и золото. Всё это можно найти в различных регионах и в разных количествах. Еда и дерево позволяют нанимать ранних юнитов и возводить простые постройки, но более продвинутые постройки будут требовать камня, а юниты высшего уровня нуждаются в бронзе. Золото важно в торговле благодаря своей общей редкости. Кроме того, для строительства любых построек необходим новый ресурс в виде строительной силы, под которой понимается количество работников в провинции.

### Коллапс бронзового века
Данная механика подразумевает под собой попытку показать игроку катастрофу бронзового века. На протяжении всей игры на тактической карте кампании присутствует модификатор коллапса бронзового века, поделённый на четыре части, который постепенной движется от максимума к минимуму. При достижения каждого последующего уровня светофильтры в игре становятся всё темнее и темнее, как бы показывая, что дела всё хуже и хуже, а игрок получается модификаторы с различными минусами, которые всё усиливаются с достижением каждой последующей части коллапса.

### Аванпосты
По всей тактической карте разбросаны места под строительство аванпостов. Данные точки для строительства являются статичными и не могут быть перенесены в другие места. Построить можно военный или торговый пост, святилище, склад с припасами для увеличения очков передвижения армии, а также столп цивилизации. В военный пост можно поместить гарнизон в количестве десяти юнитов без наличия полководца. В случае нападения на близлежащее поселение этот гарнизон появится в бою в качестве подкрепления.

### Столпы цивилизации
Столпами цивилизации в игре Total War: Pharaoh являются обелиски, строительство которых уменьшает уровень коллапса бронзового века. В случае захвата или разрушения столпа цивилизации уровень коллапса увеличивается.

### Гражданская война
Механика гражданской войны даёт возможность игроку присоединиться к борьбе за трон после смерти правителя. После того, как начнётся гражданская война, автоматически запустится обратный отчёт и через определённое количество ходов она закончится, а новым правителем будет назначен тот лидер фракции, который по окончании гражданской войны будет иметь максимальное число легитимности, которая зарабатывается победами в битвах, захватом земель и строительством столпов цивилизации. В случае смерти нового правителя гражданская война начинается заново.

### Дворцовые интриги
Данная механика представляет собой интриги при дворе правителя. Двор состоит из шести должностей, одна из которых является должностью правителя (фараон в Египте и царь у иных культур), а остальные — окружением правителя, которые занимают персонажи из других фракций, с различными бонусами, которые даются каждой определённой должности. Игровая механика позволяет с помощью интриг (подкуп, распространение слухов, и т. д.) сместить того или иного персонажа с его должности и занять её самому.

### Боги
В Total War: Pharaoh присутствуют несколько богов, принадлежащих к пантеонам трёх игровых культур. Игрок может поклоняться трём определённым богам из девятнадцати доступных, строить памятники и храмы, чтобы завоевать их благосклонность и получить бонусы.

### Древнее наследие
Данная механика определяет направление прохождения игры, уделяя особое внимание таким аспектам, как завоевания новых территорий, строительство пирамид или развитие религии. В процессе кампании игрок может выбрать одно из наследий и тем самым определить для себя приоритет для игры.

### Заключительная часть игры
На протяжении всей кампании на тактической карте постоянно появляются пустынные племена и народы моря. Данная механика похожа на механику появления викингов в игре Total War Saga: Thrones of Britannia. После 100 хода в кампании начнётся массовое нашествие народов моря, что грозит игроку большими проблемами. Данная механика позволит удержать интерес к кампании уже на более поздних этапах игры.

## Стратегическая карта
Стратегическая карта Total War: Pharaoh включает в себя территории Египта, Палестины, Анатолии (без её западной части) и остров Кипр.

## Дополнения
Разработчиками игры было анонсировано четыре дополнения, три из которых являются фракционными дополнениями (добавление новых культур и фракций) и одно — новая кампания. 29 февраля 2024 года вышло дополнение «Кровь и песок», добавляющее в игру во время битвы кровь и расчленение.

## Музыкальное сопровождение
Авторами музыкального сопровождения в Total War: Pharaoh являются Ян Ливингстон и Эд Уоткинс.

## Издания игры
Total War: Pharaoh представлена в трёх изданиях:

### Цифровое издание
Включает только цифровую копию игры.

### Стандартное
Диск с игрой.

### Ограниченное издание
Включает в себя диск с игрой в коробочном варианте, который содержит также косметические наборы Avatar of the Gods, включающий в себя уникальный внешний вид для каждого лидера доступной игроку фракции, и Heart of the Shardana, содержащий уникальные шерданские наряды для телохранителей лидера фракций, а также напечатанный двусторонний плакат с картой кампании игры.

## Оценки
Средняя оценка, выставленная на сайте Metacritic и основанная на 43 англоязычных рецензиях различных игровых изданий, равна 76 баллам из 100.
Леана Хафер из IGN похвалила бои в игре и сюжетную кампанию. Том Сеньор из Eurogamer отметил стратегический аспект игры, но посчитал, что боевая система ограничена. Рик Лейн, обозреватель PC Gamer, высоко оценил Total War: Pharaoh за захватывающий стратегический геймплей, особенно в условиях эпохи с ограниченными военными инструментами.